# 30. obrněná brigáda (Spojené království)
30. obrněná brigáda byla jednotkou britské armády za druhé světové války, která byla nasazena do bojů na západní frontě v rámci 79. obrněné divize.

## Počátky

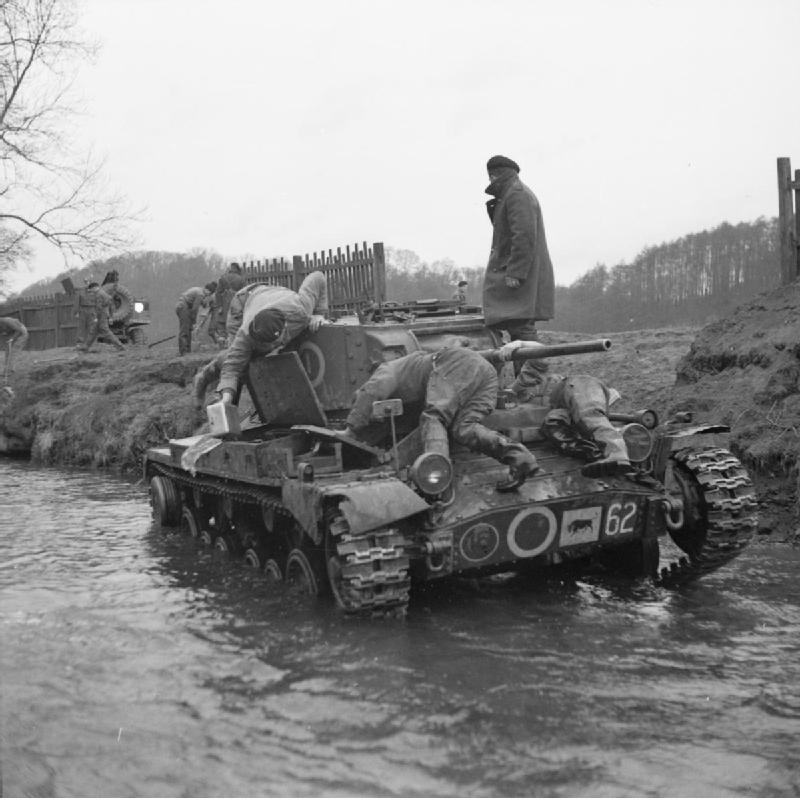
Opravárenský tým pracuje na porouchaném tanku Valentine z 30. obrněné brigády nedaleko Kirby v Anglii. 1. dubna 1942

30. obrněná armáda byla zformována 27. prosince 1940 v rámci britské armády, jako součást Severního velitelství. Zpočátku se skládala z 2. praporu, Queen's Westminsters, tedy jednotky motorizované pěchoty, kterou o tři dny později, 30. prosince, doplnila jízdní jednotka 23. husarský pluk. Ovšem již 8. ledna 1941 byl tento pluk nahrazen 22. dragounským plukem a 28. ledna 1941 byla celá brigáda převelena pod Západní velitelství.
8. března 1941 byla brigáda rozšířena o další jízdní jednotku, 2nd County of London Yeomanry (Westminster Dragoons) a hned následujícího dne o další obrněný pluk, 1st Lothians and Border Yeomanry. Zároveň se 30. brigáda spolu s 29. brigádou stala součástí 11. obrněné divize, aby podstoupila výcvik pod velením generálmajora Percyho Hobarta. Brigáda cvičila na tancích Valentine. Brzy poté, 22. března 1941 byla jednotka Queen's Westminsters přejmenována na 12. prapor, King's Royal Rifle Corps.
20. dubna 1942 byla brigáda na krátkou dobu přesunuta k 3. obrněné skupině a opět došlo k převelení 13. května 1942, tentokrát k 42. obrněné divizi. 15. října 1943 byl od brigády odtržen 12. prapor a od dva dny později, 17. října, byla přiřazena naposledy a to k 79. obrněné divizi, kdy se opět ocitla pod velením Percyho Hobarta.
V této době se brigáda skládala ze tří obrněných jednotek – 22. dragounského pluku, 1st Lothian and Border Yeomanry a Westminster Dragoons, které tvořily páteř jednotky. 6. prosince 1943 došlo ke změně ve velení, kdy se novým velitelem stal brigádní generál Nigel W. Duncan. Ten ve velení zůstal po celou dobu tažení v Evropě, od vylodění v Normandii až po konec války v Evropě.

## Západní fronta

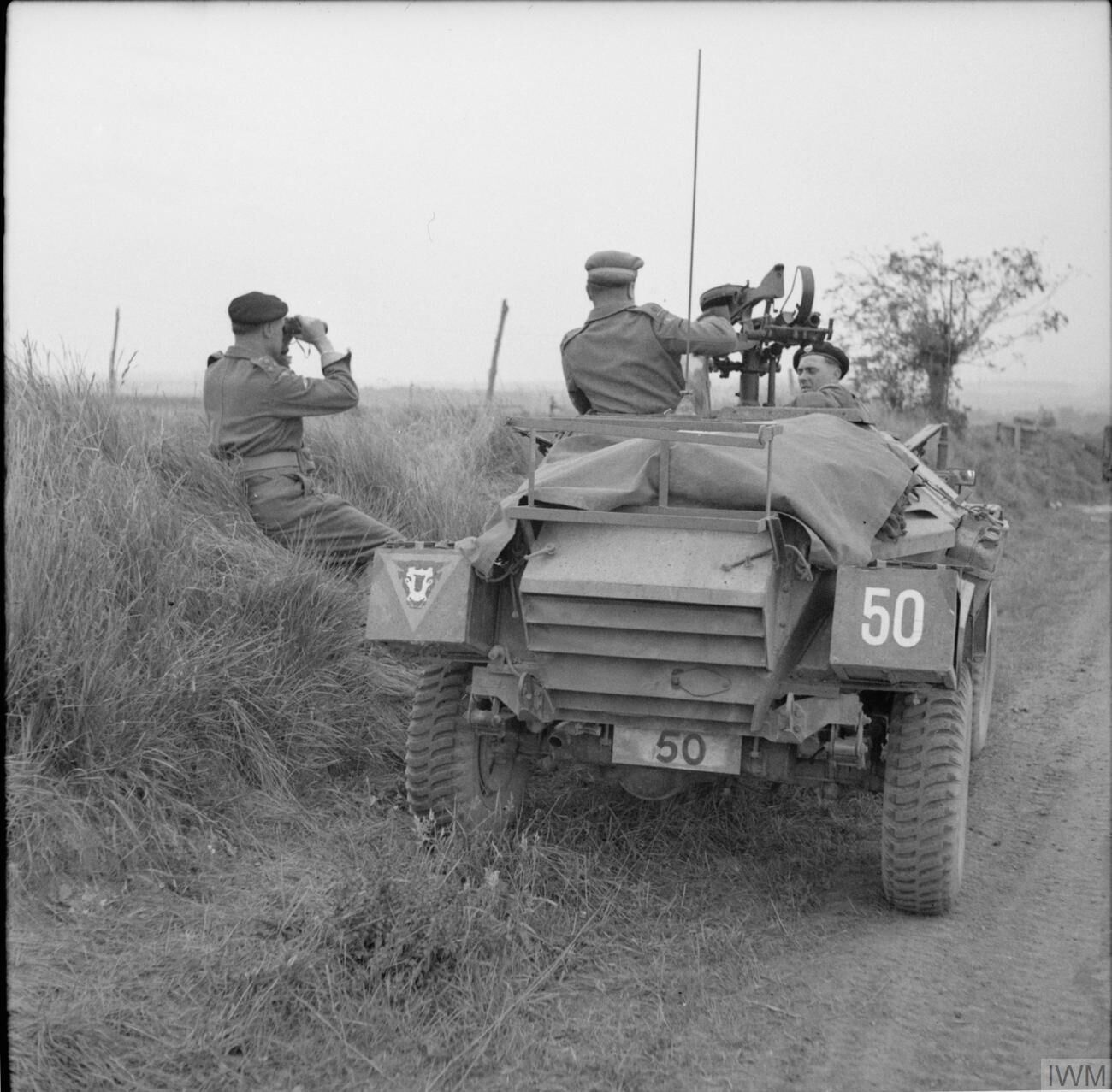
Brigádní generál N. W. Duncan z 30. obrněné brigády sleduje útok na Caen, 8. července 1944.

K nasazení na frontu došlo v den D při vylodění v Normandii 6.  června 1944. V té době byly všechny jednotky brigády vybaveny speciální odminovací technikou, řetězovými cepy – Sherman Crab, které byly zkonstruovány tak, aby byly schopné si proklestit cestu minovými poli a dalšími překážkami.
Podobně jako tomu bylo u dalších jednotek 79. obrněné divize, nebyly ani jednotky 30. obrněné brigády během vyloďování nasazeny společně. Skvadra 'A' spolu se dvěma oddíly skvadry 'C' 22. dragounského pluku se vylodily s první vlnou na Sword Beach, zatímco skvadra 'B' se zbytkem skvadry 'C' se vylodily později toho dne na Juno Beach. Skvadry 'B' a 'C' Westminsterských dragounů se vylodily po boku 50. pěší divize již během počáteční vlny na Gold Beach v sektorech 'Jig' a 'King'. Skvadra 'A' se vylodila až později na Sword Beach v sektoru 'Queen'. K nasazení 1st Lothian and Border Yeomanry došlo až 12. července 1944 a brzy poté se zapojili do bojů u Caen.
V dalším průběhu války byla brigáda nasazena v různých operacích, mimo jiné se zapojili do útoku na Le Havre v září 1944, invazi do Walcherenu v listopadu 1944 a překročení Rýna v březnu 1945.

Kromě těchto jednotek tvořících páteř 30. obrněné brigády, k ní byla dočasně přiřazena řada dalších jednotek. Od července do září 1944 to byl 141. pluk královského obrněného sboru (141st Regiment Royal Armoured Corsp), a od prosince 1944 do ledna 1945 také 11. tankový pluk. Tento pluk byl k brigádě opětovně připojen v období března a dubna 1945.

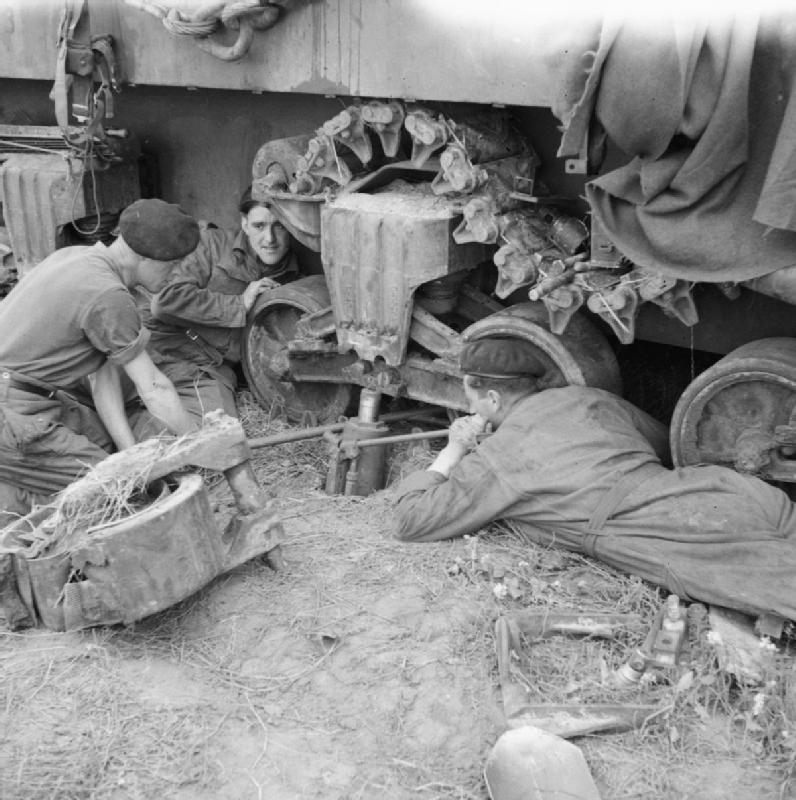
Posádka tanku Sherman z Westminster Dragoons opravuje poškození způsobené 88mm protitankovou střelou. 7. června 1944.

 Brigáda byla rozpuštěna 31. srpna 1945, poté co byly i páteřní jednotky převeleny k jiným útvarům.

## Složky brigády
| Jednotka                                                                                              | Od                | Do             |
| --- | ----------------- | -------------- |
| 2. prapor, Queen's Westminsters (přejmenován na 12. prapor, King's Royal Rifle Corps 22. března 1941) | 27. prosince 1940 | 15. října 1943 |
| 23. husarský pluk                                                                                     | 30. prosince 1940 | 8. ledna 1941  |
| 22. dragounský pluk                                                                                   | 8. ledna 1941     | 31. srpna 1945 |
| 2nd County of London Yeomanry (Westminster Dragoons)                                                  | 8. března 1941    | 31. srpna 1945 |
| 1st Lothians and Border Yeomanry                                                                      | 9. března 1941    | 31. srpna 1945 |
| 141. pluk královského obrněného sboru (141st Regiment Royal Armoured Corps)                           | 2. července 1944  | 4. září 1944   |
| 11. královský tankový pluk                                                                            | 22. prosince 1944 | 27. ledna 1945 |
| 4. královský tankový pluk                                                                             | 30. března 1945   | 25. dubna 1945 |
| 11. královský tankový pluk                                                                            | 31. března 1945   | 25. dubna 1945 |

## Velitelé
| Jméno                             | Od                | Do                | Poznámka                                                       |
| --------------------------------- | ----------------- | ----------------- | -------------------------------------------------------------- |
| brig. gen. J. H. Anstice          | 31. prosince 1940 | 14. dubna 1941    | později velitel 7. a 8. obrněné brigády                        |
| pplk. J. G. Crabbe                | 14. dubna 1941    | 13. května 1941   |                                                                |
| brig. gen. Ch. F. Keightley       | 13. května 1941   | 24. prosince 1941 | později velitel 11. a 6. obrněné divize, 78. divize a V. sboru |
| brig. gen. J. Kingstone           | 24. prosince 1941 | 4. března 1942    |                                                                |
| brig. gen. O. L. Prior-Palmer     | 4. března 1942    | 26. srpna 1942    | později velitel 29. a 7. obrněné brigády                       |
| brig. gen. J. A. Aizlewood        | 26. srpna 1942    | 3. prosince 1942  | později velitel 42. obrněné divize                             |
| pplk. J. G. Crabbe                | 3. prosince 1942  | 13. ledna 1943    |                                                                |
| pplk. G. L. Craig                 | 13. ledna 1943    | 16. ledna 1943    |                                                                |
| brig. gen. P. G. S. Gregson-Ellis | 16. ledna 1943    | 20. července 1943 |                                                                |
| brig. gen. G. P. B. Roberts       | 20. července 1943 | 6. prosince 1943  | později velitel 11. a 7. obrněné divize                        |
| brig. gen. N. W. Duncan           | 6. prosince 1943  | 20. května 1945   |                                                                |
| pplk. C. J. Y. Dallmeyer          | 20. května 1945   | 8. července 1945  |                                                                |
| brig. gen. N. W. Duncan           | 8. července 1945  | 31. srpna 1945    |                                                                |